# Tossal de Conete
El Tossal de Conete és una muntanya de 288 metres que es troba al municipi de Sarroca de Lleida, a la comarca catalana del Segrià.